# Список кафедральных соборов Украины
Список кафедральных соборов Украины включает храмовые здания, находящиеся на территории Украины (без учёта Крыма) и принадлежащие христианским конфессиям.
Ряд крупных церквей на Украине известны как «соборы» — из-за их размеров или исторической значимости, но если там никогда не было кафедры епископа, они не включаются в этот список.

## Православные

### Действующие кафедральные соборы
| Собор                                | Посвящён                          | Епархия                                     | Изображение | Город              | Комментарий |
| ------------------------------------ | --------------------------------- | ------------------------------------------- | ----------- | ------------------ | ----------- |
| Успенский собор                      | Успение Пресвятой Богородицы      | Балтская и Ананьевская епархия              |             | Балта              |             |
| Спасо-Преображенский собор           | Преображение Господне             | Белоцерковская и Богуславская епархия       |             | Белая Церковь      |             |
| Христорождественский собор           | Рождество Христово                | Бердянская и Приморская епархия             |             | Бердянск           |             |
| Преображенский собор                 | Преображение Господне             | Винницкая и Барская епархия                 |             | Винница            |             |
| Успенский собор                      | Успение Пресвятой Богородицы      | Владимир-Волынская и Ковельская епархия     |             | Владимир-Волынский |             |
| Покровская церковь                   | Покров Пресвятой Богородицы       | Волынская и Луцкая епархия                  |             | Луцк               |             |
| Богоявленский собор                  | Богоявление                       | Горловская и Славянская епархия             |             | Горловка           |             |
| Александро-Невский собор             | Александр Невский                 | Горловская и Славянская епархия             |             | Славянск           |             |
| Свято-Николаевский собор             | Святой Николай                    | Каменская и Царичанская епархия             |             | Каменское          |             |
| Свято-Троицкий собор                 | Святая Троица                     | Днепропетровская и Павлоградская епархия    |             | Днепр              |             |
| Спасо-Преображенский собор           | Преображение Господне             | Донецкая и Мариупольская епархия УПЦ МП     |             | Донецк             |             |
| Спасо-Преображенский собор           | Преображение Господне             | Житомирская и Новоград-Волынская епархия    |             | Житомир            |             |
| Андреевский собор                    | Андрей Первозванный               | Запорожская и Мелитопольская епархия        |             | Запорожье          |             |
| Александро-Невский собор             | Александр Невский                 | Запорожская и Мелитопольская епархия        |             | Мелитополь         |             |
| Вознесенский собор                   | Вознесение Господне               | Изюмская и Купянская епархия                |             | Изюм               |             |
| Николаевский собор                   | Святой Николай                    | Изюмская и Купянская епархия                |             | Купянск            |             |
| Георгиевский собор                   | Георгий Победоносец               | Каменец-Подольская и Городокская епархия    |             | Каменец-Подольский |             |
| Воскресенский собор                  | Воскресение Христово              | Киевская епархия                            |             | Киев               | Строится    |
| Успенский собор                      | Успение Пресвятой Богородицы      | Киевская епархия                            |             | Киев               | Временно    |
| Собор Рождества Пресвятой Богородицы | Рождество Пресвятой Богородицы    | Кировоградская и Новомиргородская епархия   |             | Кропивницкий       |             |
| Вознесенский собор                   | Вознесение Господне               | Конотопская и Глуховская епархия            |             | Конотоп            |             |
| Анастасиевский собор                 |                                   | Конотопская и Глуховская епархия            |             | Глухов             |             |
| Свято-Успенский собор                | Успение Пресвятой Богородицы      | Кременчугская и Лубенская епархия           |             | Кременчуг          |             |
| Спасо-Преображенский собор           | Преображение Господне             | Криворожская и Никопольская епархия         |             | Кривой Рог         |             |
| Спасо-Преображенский собор           | Преображение Господне             | Криворожская и Никопольская епархия         |             | Никополь           |             |
| Свято-Владимирский собор             | Владимир Святославич              | Луганская и Алчевская епархия               |             | Луганск            |             |
| Свято-Георгиевский храм              | Георгий Победоносец               | Львовская и Галицкая епархия                |             | Львов              | временно    |
| Николаевский собор                   | Святой Николай                    | Могилёв-Подольская епархия                  |             | Могилёв-Подольский |             |
| Собор Почаевской иконы Божией Матери | Почаевская икона Божией Матери    | Мукачевская и Ужгородская епархия           |             | Мукачево           |             |
| Николаевский собор                   | Святой Николай                    | Нежинская и Прилукская епархия              |             | Нежин              |             |
| Спасо-Преображенский собор           | Преображение Господне             | Нежинская и Прилукская епархия              |             | Прилуки            |             |
| Собор Рождества Пресвятой Богородицы | Рождество Пресвятой Богородицы    | Николаевская епархия                        |             | Николаев           |             |
| Андреевский собор                    | Святой Андрей                     | Новокаховская и Геническая епархия          |             | Новая Каховка      |             |
| Преображенский собор                 | Преображение Господне             | Овручская и Коростенская епархия            |             | Овруч              |             |
| Спасо-Преображенский собор           | Преображение Господне             | Одесская и Измаильская епархия              |             | Одесса             |             |
| Свято-Покровский собор               | Покров Пресвятой Богородицы       | Одесская и Измаильская епархия              |             | Измаил             |             |
| Свято-Макариевский собор             |                                   | Полтавская и Миргородская епархия           |             | Полтава            |             |
| Успенский собор                      | Успение Пресвятой Богородицы      | Полтавская и Миргородская епархия           |             | Миргород           |             |
| Воскресенский собор                  | Воскресение Господне              | Ровенская и Острожская епархия              |             | Ровно              |             |
| Собор Рождества Пресвятой Богородицы | Рождество Пресвятой Богородицы    | Ровеньковская епархия                       |             | Ровеньки           |             |
| Святодуховский собор                 | Сошествие Святого Духа            | Роменская епархия                           |             | Ромны              |             |
| Свято-Христо-Рождественский собор    | Рождество Христово                | Северодонецкая и Старобельская епархия      |             | Северодонецк       |             |
| Спасо-Преображенский собор           | Преображение Господне             | Сумская и Ахтырская епархия                 |             | Сумы               |             |
| Покровский собор                     | Покров Пресвятой Богородицы       | Сумская и Ахтырская епархия                 |             | Ахтырка            |             |
| Христо-Рождественский собор          | Рождество Христово                | Тульчинская и Брацлавская епархия           |             | Тульчин            |             |
| Николаевский собор                   | Святой Николай                    | Уманская и Звенигородская епархия           |             | Умань              |             |
| Спасо-Преображенский собор           | Преображение Господне             | Уманская и Звенигородская епархия           |             | Звенигородка       |             |
| Благовещенский собор                 | Благовещение Пресвятой Богородицы | Харьковская и Богодуховская епархия         |             | Харьков            |             |
| Святодуховский собор                 | Сошествие Святого Духа            | Херсонская и Таврическая епархия            |             | Херсон             |             |
| Покровский собор                     | Покров Пресвятой Богородицы       | Хмельницкая и Староконстантиновская епархия |             | Хмельницкий        |             |
| Кирилло-Мефодиевский собор           | Кирилл и Мефодий                  | Хустская и Виноградовская епархия           |             | Хуст               |             |
| Михайловский собор                   | Архангел Михаил                   | Черкасская и Каневская епархия              |             | Черкассы           |             |
| Троицкий собор                       | Святая Троица                     | Черниговская и Новгород-Северская епархия   |             | Чернигов           |             |
| Святодуховский собор                 | Сошествие Святого Духа            | Черновицко-Буковинская епархия              |             | Черновцы           |             |
| Михайловский собор                   | Архангел Михаил                   | Шепетовская и Славутская епархия            |             | Шепетовка          |             |

### Бывшие кафедральные соборы
| Собор | Посвящён | Епархия | Изображение | Город | Комментарий |
| ----- | -------- | ------- | ----------- | ----- | ----------- |
|       |          |         |             |       |             |

### Православная церковь Украины
| Собор                                               | Посвящён                         | Епархия                          | Изображение | Город           | Комментарий                                                                                    |
| --------------------------------------------------- | -------------------------------- | -------------------------------- | ----------- | --------------- | ---------------------------------------------------------------------------------------------- |
| Свято-Троицкий собор                                | Святая Троица                    | Волынская епархия                |             | Луцк            | С 1737 по 1867 — католический, с 1880 по 1917 год, и с 1992 по настоящее время — православный. |
| Свято-Преображенский собор                          | Преображение Господне            | Донецкая и Мариупольская епархия |             | Донецк          |                                                                                                |
| Свято-Михайловський собор                           | Архангел Михаил                  | Житомирская епархия              |             | Житомир         |                                                                                                |
| Свято-Троицкий собор                                | Святая Троица                    | Запорожская епархия              |             | Запорожье       |                                                                                                |
| Свято-Троицкий собор                                | Святая Троица                    | Ивано-Франковская епархия        |             | Ивано-Франковск |                                                                                                |
| Владимирский собор                                  | Равноапостольный князь Владимир  | Киевская епархия                 |             | Киев            |                                                                                                |
| Покровский собор                                    | Покров Пресвятой Богородицы      | Львовская епархия                |             | Львов           |                                                                                                |
| Свято-Троицкий собор                                | Святая Троица                    | Луганская епархия                |             | Луганск         |                                                                                                |
| Кафедральный собор Касперовской иконы Божьей Матери | Касперовская икона Божией Матери | Николаевская епархия             |             | Николаев        |                                                                                                |
| Воскресенский собор                                 | Воскресение Христово             | Переяслав-Хмельницкая епархия    |             | Переяслав       |                                                                                                |
| Свято-Воскресенский собор                           | Воскресение Христово             | Сумская епархия                  |             | Сумы            |                                                                                                |
| Преображенский собор                                | Преображение Господне            | Тернопольско-Кременецкая епархия |             | Кременец        |                                                                                                |
| Собор Андрея Первозванного                          | Андрей Первозванный              | Хмельницкая епархия              |             | Хмельницкий     |                                                                                                |
| Свято-Троицкий собор                                | Святая Троица                    | Черкасская епархия               |             | Черкассы        |                                                                                                |
| Екатерининская церковь                              | Екатерина Александрийская        | Черниговская епархия             |             | Чернигов        |                                                                                                |
| Андреевская церковь                                 | Андрей Первозванный              |                                  |             | Киев            | С 1754 по 1960 — православный.                                                                 |
| Покровский собор                                    | Покров Пресвятой Богородицы      | Ивано-Франковская епархия ПЦУ    |             | Ивано-Франковск | С 1770 по 1946 — армянокатолический.                                                           |
| Димитриевская церковь                               | Димитрий Солунский               | Харковская епархия ПЦУ           |             | Харьков         |                                                                                                |

### РПЦЗ (Агафангела)
| Собор                   | Посвящён        | Епархия                | Изображение | Город  | Комментарий |
| ----------------------- | --------------- | ---------------------- | ----------- | ------ | ----------- |
| Свято-Михайловский храм | Архангел Михаил | Таврическая и Одесская |             | Одесса |             |

## Католические

### Латинская церковь
| Собор                              | Посвящён                     | Диоцез                     | Изображение | Город              | Комментарий             |
| ---------------------------------- | ---------------------------- | -------------------------- | ----------- | ------------------ | ----------------------- |
| Собор Успения Девы Марии           | Успение Пресвятой Богородицы | Архиепархия Львова         |             | Львов              |                         |
| Петропавловский собор              | Апостолы Пётр и Павел        | Диоцез Каменца-Подольского |             | Каменец-Подольский | С 1672 по 1699 — мечеть |
| Собор Святого Александра           |                              | Диоцез Киева-Житомира      |             | Киев               |                         |
| Собор Святой Софии                 |                              | Диоцез Киева-Житомира      |             | Житомир            |                         |
| Собор Святых Петра и Павла         | Апостолы Пётр и Павел        | Диоцез Луцка               |             | Луцк               |                         |
| Собор Святого Мартина Турского     | Мартин Турский               | Диоцез Мукачево            |             | Мукачево           |                         |
| Собор Успения Пресвятой Девы Марии | Успение Пресвятой Богородицы | Диоцез Одессы-Симферополя  |             | Одесса             |                         |
| Собор Успения Девы Марии           | Успение Пресвятой Богородицы | Диоцез Харькова-Запорожья  |             | Харьков            |                         |

### Украинская грекокатолическая церковь
| Собор                              | Посвящён                     | Диоцез                         | Изображение | Город           | Комментарий                   |
| ---------------------------------- | ---------------------------- | ------------------------------ | ----------- | --------------- | ----------------------------- |
| Собор Воскресения Христова         | Воскресение Христово         | Ивано-Франковская архиепархия  |             | Ивано-Франковск |                               |
| Собор Воскресения Христова         | Воскресение Христово         | Киевская архиепархия           |             | Киев            |                               |
| Собор Святого Юра                  | Георгий Победоносец          | Львовская архиепархия          |             | Львов           | С 1946 по 1990 — православный |
| Петропавловский собор              | Апостолы Пётр и Павел        | Бучачская епархия              |             | Чортков         |                               |
| Собор Пресвятой Троицы             | Пресвятая Троица             | Самборско-Дрогобычская епархия |             | Дрогобыч        | С 1690 по 1880 — латинский    |
| Петропавловский собор              | Апостолы Пётр и Павел        | Сокальско-Жолковская епархия   |             | Сокаль          |                               |
| Успенский собор                    | Успение Пресвятой Богородицы | Стрыйская епархия              |             | Стрый           |                               |
| Собор Покрова Пресвятой Богородицы | Покров Пресвятой Богородицы  | Донецкий экзархат              |             | Донецк          |                               |

### Русинская грекокатолическая церковь
| Собор                     | Посвящён                     | Диоцез                                | Изображение | Город    | Комментарий                    |
| ------------------------- | ---------------------------- | ------------------------------------- | ----------- | -------- | ------------------------------ |
| Крестовоздвиженский собор | Воздвижение Креста Господня  | Мукачевская грекокатолическая епархия |             | Ужгород  | С 1949 по 1991 — православный  |
| Успенский собор           | Успение Пресвятой Богородицы | Мукачевская грекокатолическая епархия |             | Мукачево | с 1947 по 1992 —- православный |

## Старообрядческие

### Русская православная старообрядческая церковь
| Собор                                                      | Посвящён                     | Епархия                         | Изображение | Город   | Комментарий                            |
| ---------------------------------------------------------- | ---------------------------- | ------------------------------- | ----------- | ------- | -------------------------------------- |
| Церковь Успения Пресвятой Богородицы на Почайнинской улице | Успение Пресвятой Богородицы | Киевская и всея Украины епархия |             | Киев    |                                        |
| Храм Сошествия Святого Духа                                | Сошествие Святого Духа       | Киевская и всея Украины епархия |             | Винница | Кафедральный собор с 1946 по 1988 год. |
| Никольский собор                                           | Николай Чудотворец           | Измаильская епархия             |             | Измаил  | Кафедральный собор с 1857 по 1947 год. |

### Русская древлеправославная церковь
| Собор | Посвящён | Епархия | Изображение | Город | Комментарий |
| ----- | -------- | ------- | ----------- | ----- | ----------- |
|       |          |         |             |       |             |

## Армянская апостольская церковь
| Собор                              | Посвящён                     | Епархия                | Изображение | Город | Комментарий |
| ---------------------------------- | ---------------------------- | ---------------------- | ----------- | ----- | ----------- |
| Собор Успения Пресвятой Богородицы | Успение Пресвятой Богородицы | Украинская епархия ААЦ |             | Львов |             |

## Лютеранские
| Собор                                     | Посвящён      | Церковь                                            | Изображение | Город  | Комментарий |
| ----------------------------------------- | ------------- | -------------------------------------------------- | ----------- | ------ | ----------- |
| Кафедральный собор Святого апостола Павла | Апостол Павел | Немецкая евангелическо-лютеранская церковь Украины |             | Одесса |             |